# Oulema septentrionis
Oulema septentrionis – gatunek chrząszcza z rodziny stonkowatych i podrodziny poskrzypek. Zamieszkuje Europę.

## Morfologia

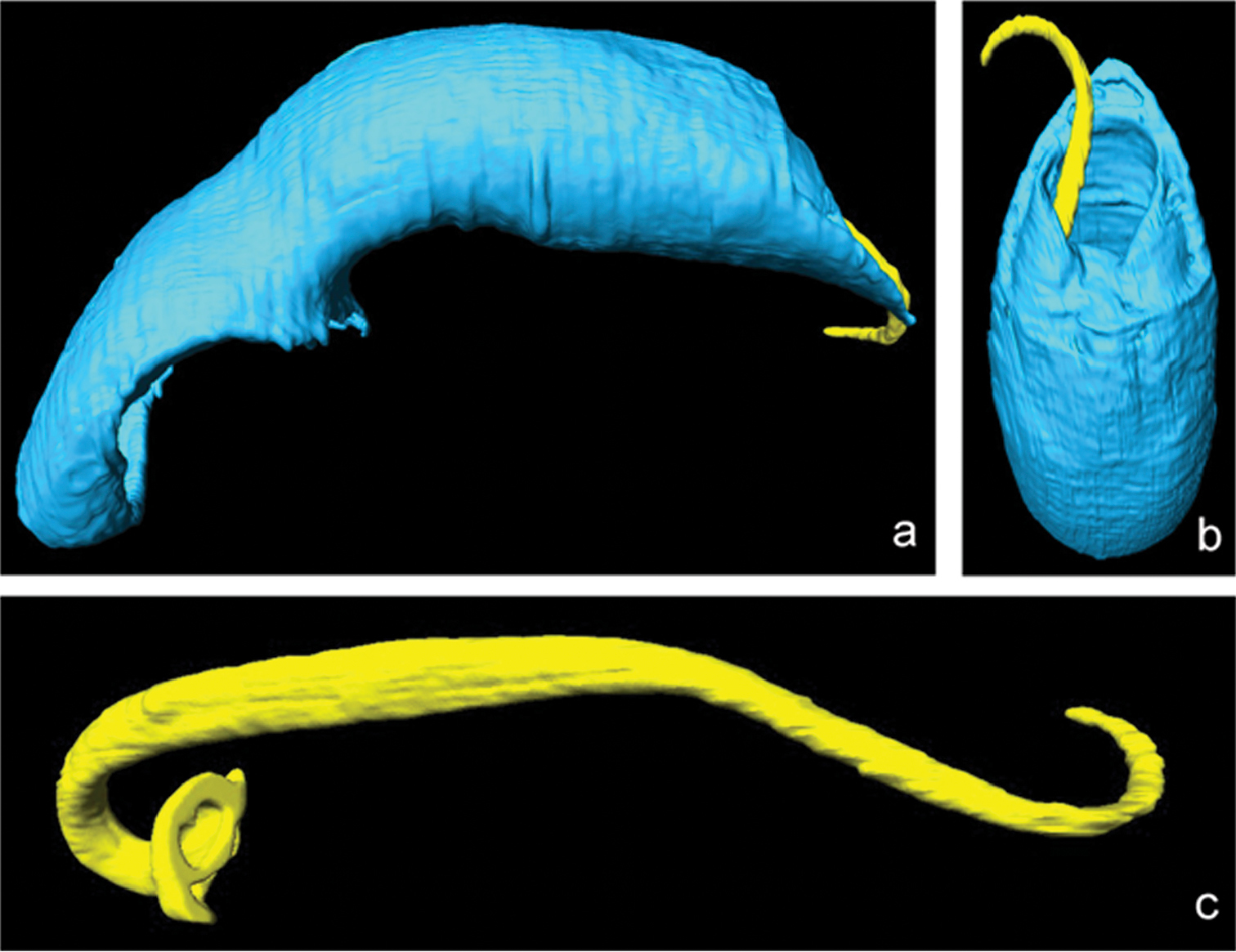
Genitalia samca (skan z tomografu komputerowego). a: płat środkowy edeagusa (prącie) w widoku bocznym, b: szczyt tego płata w widoku grzbietowym, c: flagellum

Chrząszcz o ciele długości od 3,5 do 4 mm, przeciętnie smuklejszym niż u O. erichsonii. Grzbietowa strona ciała jest metalicznie ciemnoniebieska, czasem z zielonkawym odcieniem na głowie, a czułki i odnóża są czarne. Przedplecze jest w tylnej części silniej niż u O. erichsonii przewężone, a w tworzonej przez nie poprzecznej bruździe leżą duże, rzadziej niż u O. erichsonii rozmieszczone dołki. Głębokie i drobne punktowanie na przedpleczu ograniczone jest do jego części tylnej. Punktowanie na pokrywach jest mocniejsze niż u O. erichsonii. Genitalia samca cechują się edeagusem węższym niż u O. erichsonii, o szczycie zaokrąglonym, a flagellum krótszym i słabiej poskręcanymi niż u O. erichsonii, na szczycie zaokrąglonym lub ściętym.

## Ekologia i występowanie
Owad ten zamieszkuje siedliska podmokłe, w tym torfowiska. Aktywne postacie dorosłe obserwuje się w maju i czerwcu.
Gatunek palearktyczny, europejski, znany z Wielkiej Brytanii, Francji, Belgii, Holandii, Niemiec, Danii, Finlandii, Estonii, Łotwy, Litwy, Polski, Czech, Macedonii Północnej i północnoeuropejskiej części Rosji. W Polsce spotykany jest rzadko i sporadycznie. Na „Czerwonej liście gatunków zagrożonych Republiki Czeskiej” znalazł się jako regionalnie wymarły (RE).